# رافاييل مونتيرو ألفيس دا سيلفا
رافاييل مونتيرو ألفيس دا سيلفا هو لاعب كرة قدم برازيلي في مركز الدفاع، ولد في 25 يناير 1984 في بريزيدينت برودينت في البرازيل. لعب مع أتلتيكو يوفنتوس.

## وصلات خارجية
- رافاييل مونتيرو ألفيس دا سيلفا على موقع قاعدة بيانات كرة القدم.إي يو (الإنجليزية)
- رافاييل مونتيرو ألفيس دا سيلفا على موقع Soccerway.com (الإنجليزية)